# David Theander
David Bror Theander (* 19. März 1892 in Stockholm; † 18. Juli 1985 in Odensbacken) war ein schwedischer Schwimmer.

## Karriere
Theander nahm 1912 an den Olympischen Spielen in Stockholm teil. Hier scheiterte er im Wettbewerb über 400 m Freistil im dritten Vorlauf an der Halbfinalqualifikation.